# Stavros Savidis
Stavros Savidis  (griechisch Σταύρος Σαββίδης, * 11. September 1944 in Athen) ist ein griechischer Bauingenieur für Geotechnik und war Professor an der TU Berlin.

## Leben und Werk
Savidis, der Sohn eines Juristen, studierte nach dem Abitur 1962 an der Deutschen Schule in Athen bis 1965 Bauingenieurwesen an der NTU Athen (Diplomarbeit  Statische und Dynamische Berechnung einer Kegelschale) und danach an der TU Berlin, wo er zunächst als Stipendiat des DAAD am Institut für Wasserbau war und ab 1968 Assistent von Hans Lorenz am Institut für Grundbau und Bodenmechanik. 1971 wurde er bei Lorenz promoviert (Die Wirkung des Viertelsraums auf die stationären erzwungenen Schwingungen eines Streifenfundaments) und war danach Assistent. 1977 wurde er bei Hans Lorenz und Hanno Müller-Kirchenbauer in Berlin habilitiert und war ab 1978 Privatdozent an der TU Berlin, wo er ab 1979 eine Professur (C 2) hatte.  Ab 1978 war er Professor für Grundbau und Bodenmechanik an der neu gegründeten Demokrit-Universität Thrakien in  Xanthi, wo er die Fakultät für Grundbau und Bodenmechanik aufbaute und 1983 bis 1987  Rektor war. 1984 bis 1987 war er Vizepräsident des staatlichen Instituts für erdbebensicheres Bauen (Ingenieurseismologie und aseismische Konstruktionen) in Thessaloniki (ITSAK). 1987 wurde er an der TU Berlin Nachfolger von Müller-Kirchenbauer (den er schon 1982 an der TU Berlin vertrat) als ordentlicher Professor für Grundbau und Bodendynamik. 1995 bis 1997 (sowie 1999 bis 2001 und 2003 bis 2005) war er Prodekan für Bauingenieurwesen und Angewandte Geowissenschaften und 1997 bis 1999 sowie 2001 bis 2003 Dekan. In Berlin ist er auch als beratender Ingenieur für Geotechnik tätig und (seit 1990) Partner im Ingenieurbüro GuD Geotechnik und Dynamik Consult in Berlin.
Savidis ist (wie schon sein Vorgänger in Berlin Hans Lorenz) insbesondere als Experte für Bodendynamik und dynamische Baugrund-Bauwerk Wechselwirkung insbesondere im Hinblick auf erdbebengerechtes Bauen bekannt. Er ist seit 1992 Obmann des Arbeitskreises Baugrunddynamik der DGGT (in dem er seit 1981 ist) und war 1996 bis 2004 Vorsitzender der Deutschen Gesellschaft für Erdbebeningenieurwesen und Baudynamik (DGEB). Er war an der  Überarbeitung der DIN-Norm 4194 von 2005 für Bauten in deutschen Erdbebengebieten beteiligt. In Berlin organisierte er 1989 bis 1994 internationale Tagungen für erdbebengerechtes Bauen (ERCAD).
Außerdem befasst er sich mit verschiedenen Fragen des Spezialtiefbaus, wie sie zum Beispiel bei tiefen Baugruben in Berlin anfallen, und seit den 1970er Jahren mit numerischer Modellierung in der Geotechnik (er war seit 1974 Mitglied des Arbeitsausschusses Numerik im Grundbau der DGGT).
Er ist seit 1993 mit Georgia Alexandropoulou verheiratet und hat eine Tochter.

## Schriften
- mit Thomas Richter, Fabian Kirsch, Werner Rücker: Entwurf und Bemessung von Gründungen für Offshore-Windenergieanlagen, in Witt (Hrsg.), Grundbau-Taschenbuch, Band 3, 8. Auflage,  Ernst und Sohn 2018, S. 493–556